# The Eminem Show
A The Eminem Show című volt Eminem negyedik stúdió albuma. 
Az album  bestseller volt 2002-ben,  év végéig  7,6 millió fogyott belőle. 2003-ban megnyerte a Grammy-díjat a legjobb rapalbum kategóriában.
| Szám                                          | Hossz |
| --------------------------------------------- | ----- |
| "Curtains Up" (skit)                          | 0:30  |
| "White America"                               | 5:24  |
| "Business"                                    | 4:11  |
| "Cleanin' Out My Closet"                      | 4:57  |
| "Square Dance"                                | 5:24  |
| "The Kiss" (skit)                             | 1:16  |
| "Soldier"                                     | 3:46  |
| "Say Goodbye Hollywood"                       | 4:33  |
| "Drips" (featuring Obie Trice)                | 4:45  |
| "Without Me"                                  | 4:50  |
| "Paul Rosenberg" (skit)                       | 0:23  |
| "Sing for the Moment"                         | 5:40  |
| "Superman" (featuring Dina Rae)               | 5:50  |
| "Hailie's Song"                               | 5:21  |
| "Steve Berman" (skit)                         | 0:33  |
| "When the Music Stops" (featuring D12)        | 4:29  |
| "Say What You Say" (featuring Dr. Dre)        | 5:09  |
| "Till I Collapse" (featuring Nate Dogg)       | 4:57  |
| "My Dad's Gone Crazy" (featuring Hailie Jade) | 4:28  |
| "Curtains Close" (skit)                       | 1:01  |